# 晋察冀军区司令部旧址 (张家口)
晋察冀军区司令部旧址位于河北省张家口市桥东区宣化路六十二号，现张家口市第六中学的校址。2013年5月，被中华人民共和国国务院列入第七批全国重点文物保护单位。